# Antonio Maria Javierre Ortas
Antonio Maria Javierre Ortas, né le 21 février 1921 à Siétamo en Espagne et mort le 1er février 2007, est un cardinal espagnol, salésien et préfet de la Congrégation pour le culte divin et la discipline des sacrements de 1992 à 1996.

## Biographie

### Prêtre
Antonio Maria Javierre Ortas entre dans la Société de Saint François de Sales (salésiens de Don Bosco) en 1940 et est ordonné prêtre pour cette congrégation le 24 avril 1949.
De 1951 à 1976, il enseigne la théologie fondamentale à l'université pontificale salésienne, sur le site de Turin.

### Évêque
Nommé secrétaire de la Congrégation pour l'éducation catholique avec le titre d'évêque in partibus de Meta (de) le 20 mai 1976, il est consacré le 29 juin suivant par le cardinal Vicente Enrique y Tarancón.

### Cardinal
Jean-Paul II le crée cardinal lors du consistoire du 28 juin 1988 avec le titre de cardinal-diacre de S. Maria Liberatrice a Monte Testaccio. Il est nommé le même jour archiviste des archives secrètes du Vatican et trois jours plus tard, le 1er juillet 1988, bibliothécaire de la bibliothèque apostolique vaticane, succédant au cardinal Stickler. Enfin, le 24 janvier 1992, il devient préfet de la Congrégation pour le culte divin et la discipline des sacrements, charge qu'il assume jusqu'au 21 juin 1996, date où il se retire, ayant atteint l'âge de 75 ans. Il est élevé au rang de cardinal-prêtre le 9 janvier 1999.
Lors de ses obsèques en la basilique Saint-Pierre du Vatican, Benoît XVI lui rend hommage : « Le cardinal Javierre Ortas a voulu que son existence personnelle et sa mission ecclésiale soient un message d’espérance ; à travers son apostolat, en suivant l’exemple de saint Jean Bosco, il s’est efforcé de communiquer à tous que le Christ est toujours avec nous »